# Вархафтиг, Зерах
Зерах Вархафтиг (ивр. זרח ורהפטיג‎ род. 2 февраля 1906 Волковыск, Российская империя — 26 сентября 2002 Израиль) — израильский юрист, политик и раввин. Один из подписавших декларацию независимости Израиля. Зерах Вархафтиг множество раз избирался в Кнессет, от различных религиозных партий и более десяти лет был членом израильского правительства, где занимал пост министра по делам религии.

## Биография
Зерах Вархафтиг родился 2 февраля 1906 в городе Волковыск, на территории в черте еврейской оседлости Российской империи (ныне Беларусь). Зерах родился в семье раввина, учёного и религиозного сиониста Иерухама Вархафтига и его жены Ривки Файнштейн. Получил религиозное и общее образование. Юридическое образование получил в университете Варшавы. В Варшаве он женился на Наоми Кляйн.
С началом Второй мировой войны бежал из оккупированной нацистами Польши в Литву. В Литве Зерах Вархафтиг обратился к японскому вице-консулу Тиунэ Сугихара и нидерландскому консулу Яну Звартендейку. Ему удалось убедить дипломатов предоставить визы для еврейских беженцев из Польши.
По замыслу Вархафтига, евреи должны были найти убежище на территории принадлежавшего Нидерландам острова Кюрасао. Чтобы попасть на Кюрасао, беженцам нужно было пересечь территорию СССР и Японии. Советские власти соглашались позволить еврейским беженцам проезд только при условии наличия у них японских виз. Было получено около 1600 виз и спасено много жизней. В итоге студенты иешивы Мир, спасённые Вархафтигом и Сугихара, не добрались до Кюрасао, а прожили в Японии до конца войны.
В 1947 году Вархафтиг репатриировался в подмандатную Палестину. В Стране Израиля он стал активным политическим деятелем, входил в состав Национального совета (Ваад Леуми). В 1948 году стал членом Временного государственного совета Израиля.
В 1955 году Вархафтиг стал одним из основателей университета имени Бар-Илана.

## Награды
- В 1983 году Зерах Вархафтиг был удостоен государственной премии Израиля, за выдающийся вклад в развитие израильского общества и еврейского права[3].
- В 1989 году он получил звание Почетного гражданина Иерусалима (Якир Йерушалаим)[4].